# Frédéric-Antonin Breysse
Fredéric-Antonin Breysse (Lyon, 20 november 1907 - 13 september 2001) was de schrijver en tekenaar van onder meer de strip Oscar en Isidoor.

## Carrière
Breysse kwam op 16-jarige leeftijd als duvelstoejager terecht op een drukkerij, waar hij alle kneepjes van het drukkersvak leerde beheersen. Hier begon hij voorzichtig met het maken van illustraties. 
In 1946 begon Breysse met zijn eerste en tevens bekendste strip, Oscar en Isidoor. Hij was toen inmiddels in dienst getreden van de uitgeverij Fleurus . De stripreeks werd van 1945 tot 1955 gepubliceerd in de Franse tijdschriften Message aux Cœurs Vaillants en Coeurs Vaillants. Later verscheen de strip ook in vertaling in het Nederlandse blad Taptoe.

## Stripalbums
Onderstaande albums zijn uitgegeven door Oberon.
- De berg der verschrikking gaat over de avonturen van Oscar en Isidoor in de oerwouden van Brazilië. ISBN 90 320 0243 0
- De krans van vuur gaat over hun avonturen in Haute-Savoie, een streek in Frankrijk. ISBN 90 320 0443 3
- De vergeten stad gaat over hun avonturen in de binnenlanden van Radagpenda, waar zij uitgenodigd zijn door een maharadja. ISBN 90 320 1052 2
- Het geheim van de Ker-Polik gaat over hun avonturen in Bretagne. ISBN 90 320 1062 X
- De geheimzinnige gids gaat over hun belevenissen tijdens een tocht dwars door de binnenlanden van Afrika. ISBN 90 320 1072 7
- S.O.S. 23-75 gaat over hun avonturen tussen het drijf- en pakijs van Groenland. ISBN 90 320 1082 4
- De strijd tegen de maandraken gaat over Oscars avonturen op de maan. ISBN 90 320 1092 1
- De schat van de Maja's.

- Bibliothèque nationale de France: cb118939760 (data)
- Gemeinsame Normdatei: 1102902659
- International Standard Name Identifier: 0000 0000 6640 9838
- Nederlandse Thesaurus van Auteursnamen: 069331650
- Système universitaire de documentation: 026752212
- Virtual International Authority File: 14766780
- WorldCat: E39PBJjtfmtkvRw8KdWvVPTyh3